# Gordionus harpali
Gordionus harpali är en tagelmaskart som beskrevs av Heinze 1940. Gordionus harpali ingår i släktet Gordionus och familjen Chordodidae. Inga underarter finns listade i Catalogue of Life.